# Blues to zawsze blues jest
Blues to zawsze blues jest – trzeci album kompilacyjny wokalisty i pianisty Wojciecha Skowrońskiego (ukazał się jako drugi w kolejności z czterech krążków, a także pierwsza z planowanych płyt koncertowych tego muzyka) i jednocześnie pierwszy profesjonalnie zredagowany zbiór jego koncertowych nagrań z najwcześniejszego okresu jego solowej kariery. Płyta ukazała się dnia 27 marca 2019 roku nakładem wydawnictwa Kameleon Records (KAMCD 65). Większość materiału była do tej pory niepublikowana poza dwoma utworami, które ukazały się na koncertowej EP-ce Blues & Rock, Wojciech Skowroński w 1972 roku (jedno z nagrań w wersji skróconej o 3 minuty). W tym unikatowe zapisy występów, między innymi z festiwali: Jazz nad Odrą (1970) i Lubelskich Spotkań Wokalistów Jazzowych (1970 i 1971), a także występ na X KFPP Opole '72, gdzie Skowroński i jego zespół wykonali m.in. 10-minutową wersję Inwokacji wędrownego szklarza. Nagrania te prezentują niecodzienne możliwości improwizatorskie pianisty, których siłą napędową był zawsze jego kontakt z publicznością. Materiał został zremasterowany z taśm matek. Zaś dwudziestostronicowa, kolorowa książeczka, zawiera m.in. dużo unikatowych zdjęć oraz wnikliwy esej, bogaty w fakty na temat ówczesnej działalności estradowej Wojciecha Skowrońskiego.

## Lista utworów[3]
1. „Alleluja, przecież kocham ją” (muz. Ray Charles – sł. Piotr Moszyński) – 3:45
2. „Nas trzech” (muz. Wojciech Skowroński – sł. Jadwiga Urbanowicz) – 2:57
3. „Pieprz i sól” (muz. Wojciech Skowroński – sł. Jadwiga Urbanowicz) – 4:18
4. „Impresja bluesowa (1)” (muz. W. Skowroński) – 7:05
5. „Stara baśń” (muz. Ray Charles, Renald Richard – sł. Jadwiga Urbanowicz) – 4:34
6. „Rock and roll” (muz. Wojciech Skowroński – sł. Jadwiga Urbanowicz) – 3:50
7. „Impresja bluesowa (2)” (muz. Wojciech Skowroński) – 6:41
8. „Alleluja, przecież kocham ją” (muz. Ray Charles – sł. Piotr Moszyński) – 4:32
9. „Inwokacja wędrownego szklarza” (muz. Wojciech Skowroński – sł. Janusz Odrowąż) – 10:31
10. „Rock and rolla każdy zna” (muz. Wojciech Skowroński – sł. Tadeusz Rzymski, właśc. Sławomir Pietrzykowski) – 3:13
11. „No Sense in Worrying” (muz. i sł. Otis Spann) – 8:56
12. „Precious, Precious” (muz. i sł. Isaac Hayes) – 6:02
13. „Blues to zawsze blues jest” (muz. Jerzy Wasowski – sł. Błażej Perkun, właśc. Grzegorz Wasowski) – 4:03
14. „Ja to się cieszę byle czym” (muz. Andrzej Dąbrowski, Jerzy Milian – sł. Błażej Perkun, właśc. Grzegorz Wasowski) – 4:18

Nagrań dokonano podczas koncertów na festiwalach
- VII Jazz nad Odrą, Wrocław – 6 marca 1970 (1–2)
- I Lubelskie Spotkania Wokalistów Jazzowych, Lublin – 3 kwietnia 1970 (3-5)
- II Lubelskie Spotkania Wokalistów Jazzowych, Lublin – 4-6 czerwca 1971 (6-7)
- X Krajowy Festiwal Piosenki Polskiej w Opolu: Komcert Musicorama – 23-24 czerwca 1972 (8-10)
- XV Międzynarodowy Festiwal Muzyki Jazzowej „Jazz Jamboree”, Warszawa – 22 października 1972 (11-12)
- XI Krajowy Festiwal Piosenki Polskiej w Opolu: Koncert „Mikrofon i Ekran” – 23 czerwca 1973 (13)
- XII Krajowy Festiwal Piosenki Polskiej w Opolu: Koncert „Premiery” – 28 czerwca 1974 (14)

## Składy zespołów Blues Trio (1–7) i Blues & Rock (8–14)[3]
- Wojciech Skowroński – śpiew fortepian
- Kazimierz Plewiński – gitara basowa, harmonijka ustna (1-7)
- Piotr Janton – perkusja, tamburyn (1-7)
- Edmund Klaus – gitara (13-14)
- Andrzej Iskra – gitara basowa (8–14)
- Przemysław Lisiecki – perkusja (8–14)

## Skład tria wokalnego Rock & Blues[3]
- Krystyna Stolarska – śpiew wspierający (13–14)
- Ewa Góra, wł. Górzanka[4] – śpiew wspierający (13–14)
- Teresa Głowacka – śpiew wspierający (13–14)

## Opracowanie[3]
- Redakcja, mastering, opracowanie graficzne – Paweł Nawara
- Koordynacja projektu – Marek Trepko
- Obróbka zdjęć – Dorota Szczepańska
- Zdjęcia: Marek Karewicz, Janusz Nowacki, Romuald Krolak, archiwum prywatne